# Estación Polvaredas
Polvaredas es una antigua estación ferroviaria que formó parte del Ferrocarril Trasandino. Está ubicada en Polvaredas, en el departamento de Las Heras, Mendoza.
Fue inaugurada en la Década de 1940, cuando se habilitó tras casi 10 años de estar desconectado el tramo Uspallata - Punta de Vacas del Ferrocarril Trasandino, tras el aluvión de 1934 que destruyó las estaciones Río Blanco y Zanjón Amarillo.  Este desastre obligó a rediseñar la traza ferroviaria, trasladándola al margen opuesto del río Mendoza, lo que implicó la construcción de túneles y una línea más segura y económica.
Polvaredas reemplazó a la Estación Zanjón Amarillo, asumiendo funciones clave como talleres, depósitos y maniobras. Vagones y al menos una locomotora atrapados por el alud fueron desarmados y trasladados con gran esfuerzo a esta nueva ubicación.
Ubicada a aproximadamente 2.400 metros sobre el nivel del mar, Polvaredas se convirtió en la estación más importante de alta montaña del Ferrocarril Trasandino. Su arquitectura en piedra, con techo a dos aguas y una galería abierta al andén, albergaba salas de espera, boleterías y residencias para el personal ferroviario.
La estación contaba con una mesa giratoria para reorientar las locomotoras y talleres donde se realizaban tareas de mantenimiento y reparación. Además, el poblado ofrecía viviendas para los trabajadores, una escuela y servicios básicos, consolidándose como un centro neurálgico en la travesía hacia Chile.[cita requerida]
Con el cierre del Ferrocarril Trasandino a fines de la década de 1980, el pueblo de Polvaredas experimentó un rápido declive. El pueblo  quedó prácticamente deshabitado, con sus instalaciones ferroviarias en desuso y en deterioro.
En reconocimiento a su valor histórico y cultural, el pueblo de Polvaredas, fue declarado Patrimonio Cultural como Poblado Histórico de Mendoza mediante la Ley 6034 y el decreto 1882/2009. Esta designación busca preservar y poner en valor el legado del lugar, promoviendo su restauración y adaptación para el desarrollo turístico. El gobierno de Mendoza inició gestiones para desarrollar en el lugar una villa turística.